# Mecklenburger Militär
Das Mecklenburger Militär waren die Heeresformationen der mecklenburgischen Teilstaaten von den Anfängen der stehenden Heere bis zur Auflösung der alten mecklenburgischen Truppenteile nach Ende des Ersten Weltkrieges.
Verglichen mit dem großen südlichen Nachbarn Preußen, aber auch mit Bayern, dem Königreich Hannover oder Sachsen handelte es sich um eine kleine bewaffnete Macht von einigen Regimentern Infanterie, Kavallerie und Artillerie, die in Brigaden (Infanterie- und Kavalleriebrigade) organisiert war. Organisation, Ausrüstung und Ausbildung erreichten in der ersten Hälfte des 19. Jahrhunderts den Stand der großen Armeen in Deutschland. Bereiche, wie zum Beispiel das Sanitätswesen, waren sogar vorbildlich organisiert.

## Heiliges Römisches Reich
Nach der Reichsmatrikel von 1521 hatte Mecklenburg als Simplum 40 Reiter und 67 Fußsoldaten für den Niedersächsischen Reichskreis als Teil der Reichsarmee zu stellen. Während des mecklenburgischen Erbfolgestreits versuchte der Kaiser 1697 vergeblich gegen den Willen der Kreisstände Einfluss zu nehmen. Nach 1702 spielte der Kreis wegen der inneren Konflikte zwischen den Fürsten keine Rolle und stellte auch keine Kreistruppen mehr.

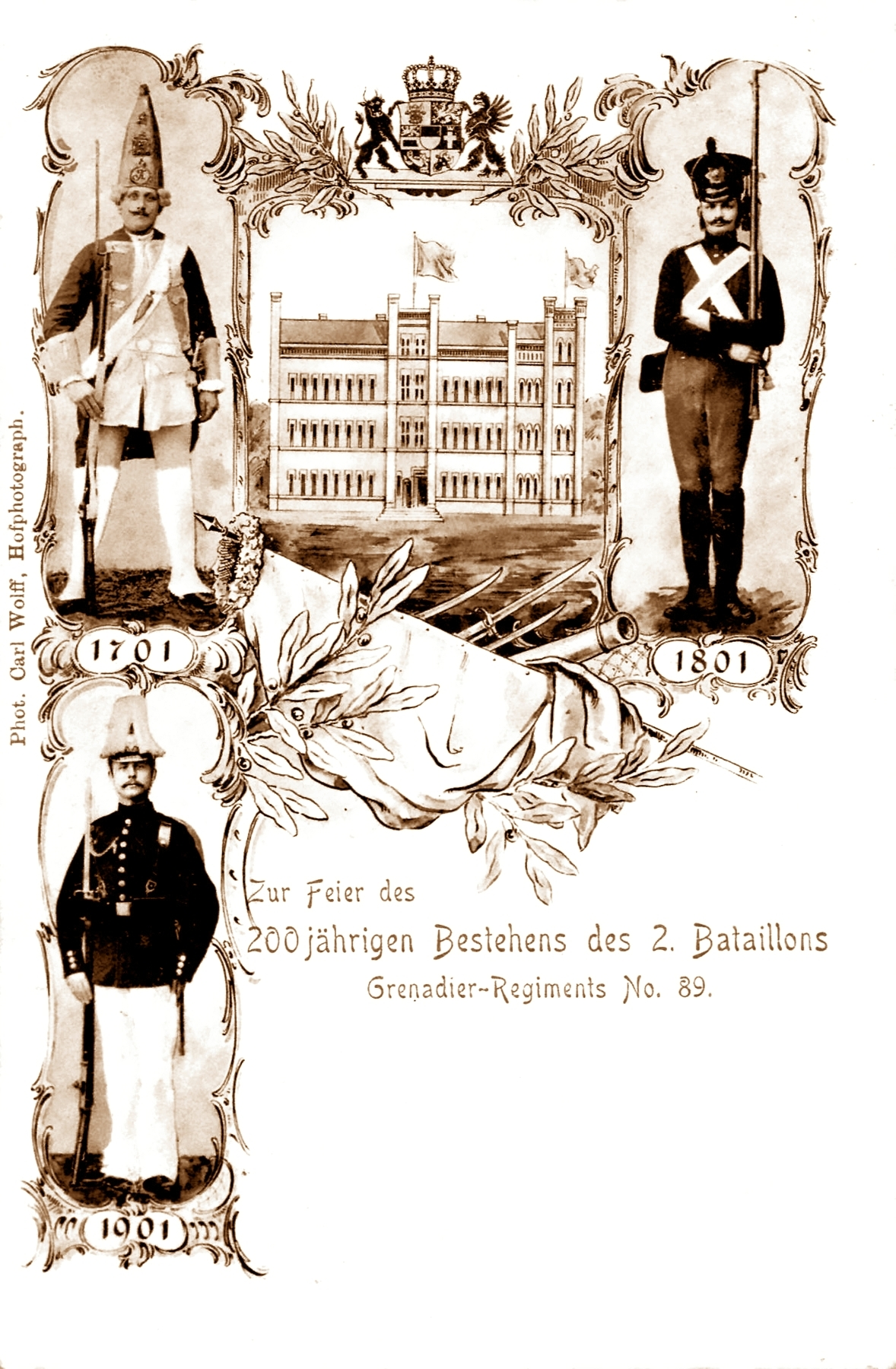
1701–1901 Jubiläum der Errichtung des M.-Strelitzer-Bataillons

Wie alle Reichsstände hatte auch Mecklenburg im Zuge des Westfälischen Friedens von 1648 das Recht auf Unterhalt eines stehenden Heeres erhalten. Mecklenburgisches Militär war in den Türkenkriegen im Einsatz. Als Folge des Hamburger Vergleichs wurde am 23. März 1701 von Herzog Adolf Friedrich II. zu Mecklenburg-Strelitz eine Leibgarde zu Fuß errichtet, die auch im Spanischen Erbfolgekrieg kämpfte, ebenso wie die Mecklenburg-Schweriner Infanterie-Regimenter „Schwerin“ und „Buchwald“. 1713 versuchte Herzog Karl Leopold, der Regent von Mecklenburg-Schwerin, zum weiteren Aufbau eines stehenden Heeres durch die Landstände zusätzliche Steuern bewilligen zu lassen. Nach Klagen der mecklenburgischen Landstände vor dem Kaiser gegen Karl Leopolds Rechtsbrüche und autokratische Bestrebungen wurde durch Kaiser Karl VI. 1717 die Reichsexekution gegen den Herzog verhängt. Erst nach dem Tod von Kurfürst Georg Ludwig von Hannover (1727) wurde die Reichsexekution aufgehoben.
1752 eskalierte die Situation neuerlich. In Folge des Todes Adolf Friedrichs III. rückte im Dezember 1752 das Schweriner Militär in Mecklenburg-Strelitz ein. Der Schweriner Herzog Christian Ludwig II. wollte damit seine Machtposition im politischen Ringen mit der Ritterschaft durch Erlangung staatlicher Souveränität für den Strelitzer Landesteil verbessern, was jedoch misslang. Die Krise wurde schließlich auf diplomatischem Wege gelöst, indem der Strelitzer Thronfolger Adolf Friedrich IV. vorzeitig für mündig erklärt wurde. Der Ausgang des Strelitzschen Thronfolgestreits von 1752/53 bewirkte eine nachhaltige Schwächung der Landesherrschaft in beiden mecklenburgischen Teillanden und die weitere Stärkung der Landstände und führten zum Landesgrundgesetzlichen Erbvergleich 1755. Aus diesen Erfahrungen heraus wurde im selben Jahr die Leibgarde zu Fuß in Strelitz um eine neu formierte Grenadierkompanie verstärkt.

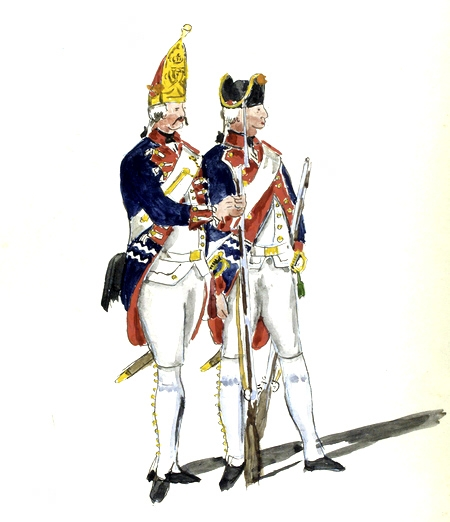
Grenadier des M.-Schweriner Subsidienkorps von 1788

Mit herzoglicher Order vom 3. April 1782 und auf Initiative des Erbprinzen Friedrich Franz I. begann eine Neuordnung der Truppen Mecklenburg-Schwerins. Die neue Struktur sollte sich an den preußischen Militärverbänden orientieren. Neben der Leibgarde zu Pferde formierten sich drei Infanterieregimenter, gegliedert in jeweils fünf Kompanien. In Folge des 1788 abgeschlossenen Subsidientraktates zwischen Herzog Friedrich Franz I. zu Mecklenburg und dem niederländischen Erbstatthalter Prinz Wilhelm von Oranien, dienten die mecklenburgischen Truppen bis Januar 1796 im holländischen Sold.

## Napoleonische Zeit
Nach der Besetzung Mecklenburgs durch die napoleonischen Truppen im Jahr 1806 und der Flucht der Herzöge nach Altona wurde das Land einem französischen Gouverneur unterstellt. 1807 kehrten die Herzöge von Mecklenburg-Schwerin zurück und traten wie auch die von -Strelitz 1808 dem Rheinbund bei. Das mecklenburgische Truppenkontingent umfasste etwa 2.300 Mann. Davon kamen aus Mecklenburg-Schwerin 1.900 aus Mecklenburg-Strelitz 400 Mann, wo man die alte, 1701 gegründete Garde zu Pferde aufgelöste, die im selben Jahr aufgestellte Garde zu Fuß und das Distriktshusaren-Korps aber bestehen ließ.
Mecklenburg-Schwerinsche Truppen sollten 1809 den Zug des Schillschen Korps nach Stralsund am Mecklenburger Pass bei Ribnitz verhindern – sie taten nichts dazu. Das Mecklenburg-Strelitzer Bataillon versah zeitweilig Garnisonsdienst in Greifswald hatte bei Richtenberg Vorpostengeplänkel mit dem Schillschen Korps zu bestehen und floh unter Verlust aller Bagage nach Anklam.

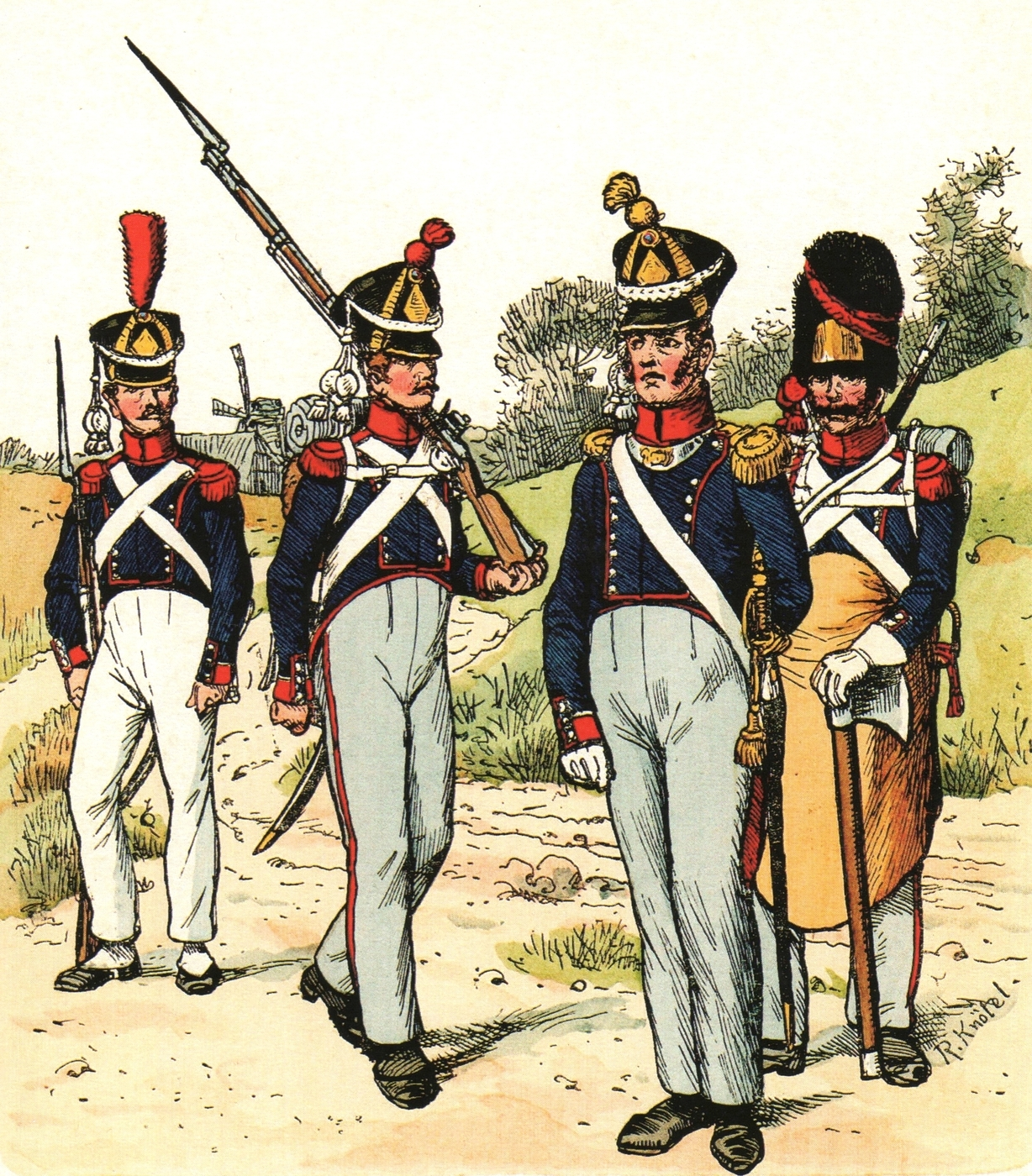
Rheinbundkontingent Mecklenburg-Schwerin 1812, Grenadier-Garde-Bataillon.

Im Feldzug gegen Russland 1812 kämpften die Mecklenburger in der Großen Armee Napoleons. Die Strelitzer stellten ein Bataillon, das in das 127. französische Linien-Infanterieregiment eingegliedert wurde. Mit dem Einmarsch nach Russland wurde das Bataillon in eine Besatzungstruppe und eine Kampfgruppe aufgeteilt. Letztere nahm (eventuell) an der Schlacht bei Walutina Gora teil, wo das französische Regiment von Napoleon mit einem Adler ausgezeichnet wurde, kam bis Moskau und zog sich nach dem Brand unter Zurücklassung von Kranken, Verwundeten und der Bagage zurück. Die Besatzungstruppe befand sich mit Oberst von Bonin, dem Bataillonskommandeur, unter schwierigen Bedingungen in Widsy, wurde angegriffen und zog sich schließlich zurück. Insgesamt registrierte man im Laufe der Jahre (bis 1827) ca. ein Drittel Mecklenburg-Strelitzer Rückkehrer.
Die Mecklenburg-Schweriner gehörten zur 5. Infanteriedivision im 1. Armeekorps Napoleons. Nur 68 (nach anderen Quellen 56) mecklenburg-schwerinsche Soldaten kamen aus dem Feldzug zurück.

## Befreiungskriege
Am 25. März 1813 sagte sich der Schwerinsche Herzog Friedrich Franz I. als erster Rheinbundfürst von Napoleon los und trat an die Seite Russlands und Preußens. Am 30. März folgte der Strelitzer Herzog.
Neue Truppen wurden aufgestellt. Das Mecklenburg-Strelitzische Husaren-Regiment, die C-Husaren, eine aus Freiwilligen aufgestellte Einheit unter Ernst Friedrich Wilhelm von Warburg, nahm im Rahmen der preußischen Schlesischen Armee unter Blücher an vielen wichtigen Schlachten der Befreiungskriege, darunter an der Schlacht bei Goldberg/Schlesien, an der Schlacht an der Katzbach (ohne hier direkt ins Kampfgeschehen einzugreifen) und an der Völkerschlacht bei Leipzig am 16. Oktober bei Möckern teil. Bei Möckern gelang dem Mecklenburg-Strelitzer Husaren Joachim Christian Timm die Eroberung des Adlers des französischen 1. Marine-Artillerie-Regiments.
Die ebenfalls auf freiwilliger Basis rekrutierten Schwerinschen Truppen handelten gemeinsam mit preußischen Einheiten auf dem nordwestlichen Kriegsschauplatz.
Insgesamt stellte Mecklenburg bei einer Gesamtbevölkerung von weniger als 500.000 Einwohnern in den Befreiungskriegen etwa 13.000 Soldaten. Nach Beendigung des Feldzuges 1815 kehrten die Truppen nach Mecklenburg zurück und wurden von der Bevölkerung begeistert empfangen.

## Vom Wiener Kongress bis zum Norddeutschen Bund
Der Wiener Kongress brachte für beide Mecklenburger Herzöge die Standeserhöhung zu Großherzögen, einen Anteil an der französischen Kriegsentschädigung und für Strelitz ein neues Territorium an der Saar, das an Preußen verkauft wurde. Beide Mecklenburg wurden Mitglieder des Deutschen Bundes und das Militär Teil des Bundesheeres. Die mecklenburgischen Truppen waren Teil des X. Armeekorps.
Mecklenburgisch-Schweriner Truppen nahmen 1848/49 im Verband der preußischen Armee am Feldzug gegen das revolutionäre Baden teil. Im selben Zeitabschnitt waren Mecklenburg-Strelitzer Truppen zur Küstensicherung in Rostock zu Wachdiensten in Bützow und zum Einsatz gegen Dänemark ausgerückt. 1860 kam man in Neustrelitz nach langem Zögern und Verhandeln der Verpflichtung zur Stellung wenigstens eines so genannten Spezialtruppenteils nach und stellte eine Artilleriebatterie auf. Diese Batterie zählte später zum Holsteinschen Feldartillerie-Regiment Nr. 24, war der in Güstrow stationierten Abteilung zugeordnet und galt dann offiziell, weil sie in Neustrelitz bleiben sollte, als nach Neustrelitz kommandiert.

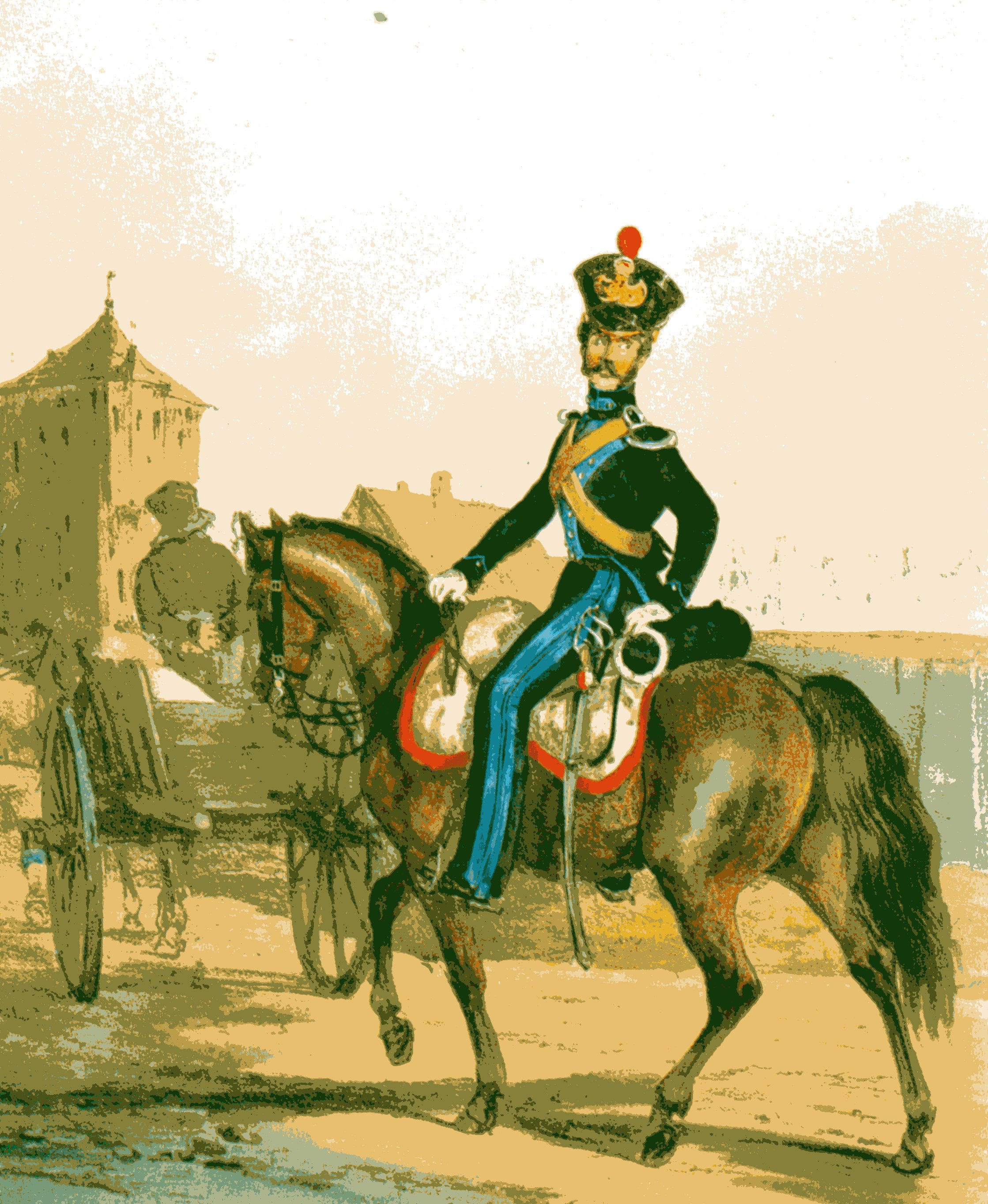
Gendarm des Großherzoglich Mecklenburg Schwerinschen Gendarmeriekorps um 1840

Teil des mecklenburgischen Militärs waren auch die bis 1918 existierende Großherzogliche Landesgendarmerie und das bereits 1798 gegründete Mecklenburg-Strelitzer Distriktshusaren-Korps.

## Im Norddeutschen Bund
Nach dem preußischen Sieg gegen Österreich im Deutschen Krieg 1866, in dem die mecklenburgischen Truppen an der Seite Preußens gekämpft hatten, wurde der Norddeutsche Bund unter Preußens Führung und Ausschluss Österreichs gegründet. Die mecklenburgischen Staaten schlossen 1868 Militärkonventionen mit Preußen. Damit wurde das Mecklenburger Militär Teil der Preußischen Armee
Das Mecklenburgische Grenadier-Regiment Nr. 89, später als Großherzoglich Mecklenburgisches Grenadier-Regiment Nr. 89. bezeichnet, war das einzige deutsche Regiment, dessen Batailione unterschiedlich uniformiert waren. Das Bataillon aus Neustrelitz bildete darin das II. Bataillon und behielt seine goldenen Litzen und rot-goldenen Schulterklappen, während die Bataillone aus Schwerin silberne Litzen und weiß-rote Schulterklappen trugen.

## Im Deutschen Reich
Im Deutsch-Französischen Krieg und im 1871 gegründeten Deutschen Reich bildeten die mecklenburgischen Truppen einen Teil der preußischen Armee und zählten zur 17. Division. Am Anfang des Deutsch-Französischen Krieges war dieser Großverband eine Reservedivision, bevor sie im September 1870 zu der Belagerung von Metz und von Paris entsandt wurde. Danach nahm sie am Loire-Feldzug teil und kämpfte in den Schlachten von Loigny-Poupry, der zweiten Orléansschlacht, Beaugency-Cravant und Le Mans.
Die Division war während des Ersten Weltkrieges ausschließlich an der Westfront eingesetzt. Zu Beginn des Ersten Weltkriegs war sie am Vormarsch über Luxemburg, Belgien nach Frankreich beteiligt und kämpfte in der Schlacht von St. Quentin und an der Marne. Eine ihrer Brigaden war an der Einnahme von Lüttich beteiligt. 1916 kämpfte sie in der Schlacht an der Somme und 1917 in der Dritten Flandernschlacht. Die Division nahm an der Frühjahrsoffensive 1918 teil sowie an den Rückzugsgefechten der Hunderttageoffensive. Die 17. Division bestand bis zu ihrer Auflösung im September 1919.
Es bestanden folgende Truppenteile:

### Infanterie
Die mecklenburgischen Infanterietruppenteile bildeten die 34. Großherzoglich Mecklenburgische Brigade.
- Großherzoglich Mecklenburgisches (Garde)Grenadier-Regiment Nr. 89 mit Garnisonen in Schwerin und Neustrelitz. Dieses Regiment war als Garderegiment auch für den besonderen Dienst bei den Landesherren bestimmt. Einheiten dieses Regiments stellten die Schlossgarden in Schwerin und Neustrelitz. Die Offiziere und Soldaten des Regiments trugen als einziger Truppenteil des Deutschen Heeres zur Parade Bärenfellmützen, allerdings nur die beiden Bataillone in Schwerin.
- Großherzoglich Mecklenburgisches Füsilier-Regiment „Kaiser Wilhelm“ Nr. 90" mit Garnisonen in Rostock und Wismar.

Außer diesen beiden Regimentern bestand noch das Großherzoglich Mecklenburgische Jägerbataillon Nr. 14 mit Garnison in Colmar im Elsass.

### Kavallerie
Die mecklenburgischen Kavallerietruppenteile bildeten die 17. Großherzoglich Mecklenburgische Kavalleriebrigade des Deutschen Heeres.
- 1. Großherzoglich Mecklenburgisches Dragoner-Regiment Nr. 17 mit Garnison in Ludwigslust.
- 2. Großherzoglich Mecklenburgisches Dragoner-Regiment Nr. 18 mit Garnison in Parchim.

### Artillerie
Die Artillerietruppenteile bildeten die 17. Feldartillerie-Brigade des Deutschen Heeres.
- Großherzoglich Mecklenburgisches Feldartillerie-Regiment Nr. 60 mit Garnison in Schwerin.
- Holsteinisches Feldartillerie-Regiment Nr. 24 mit einer Abteilung in Güstrow und einer Batterie in Neustrelitz.

## Festungen und Garnisonen
In Mecklenburg bestand von 1559 bis 1894 die Festung Dömitz bei der gleichnamigen Stadt.
Garnisonen der mecklenburgischen Verbände des Deutschen Heeres bestanden in Schwerin, Neustrelitz, Rostock, Wismar, Ludwigslust, Parchim und Güstrow. Nach dem Deutsch-Französischen Krieg 1871 lag das Kommando der Einheiten bis zu ihrer Demobilisierung und endgültigen Auflösung 1919 in Schwerin.